# Flugphysiologie
Flugphysiologie (englisch flight physiology, auch aviation oder aerospace physiology) ist das Spezialgebiet der Physiologie, welches die Effekte der beim Fliegen auf einen Organismus einwirkenden Umgebungsbedingungen untersucht. Seit Beginn der bemannten Raumfahrt betrachtet die Flugphysiologie auch diese Sphäre. Flugphysiologie ist wesentlicher Teil der Luft- und Raumfahrtmedizin.

## Beschreibung
Physiologie befasst sich mit den normalen Lebensvorgängen, insbesondere den physikalischen Funktionen im Organismus.
Flugphysiologie ist der Spezialbereich der Physiologie, der sich mit den körperlichen und mentalen Auswirkungen des Fliegens auf fliegende Besatzungen und Passagiere befasst. Primär sind dies
- Auswirkungen der Änderungen in der Atmosphäre in Relation zur Höhe, im Besonderen Änderungen von Luftdruck, Sauerstoffpartialdruck und Temperatur,
- die Wirkung von Beschleunigung oder Verzögerung auf einen Organismus,
- Schwerelosigkeit,
- extreme Temperaturen,
- Strahlung,
- Lärm und
- Vibrationen.

Betrachtet werden zudem
- Reise-/Bewegungskrankheit,
- räumliche Desorientierung,
- Stress,
- die Auswirkungen langdauernder erzwungener Inaktivität und
- Störungen des Biorhythmus, wie z. B. Jetlag.

## Flugphysiologische Ausbildung

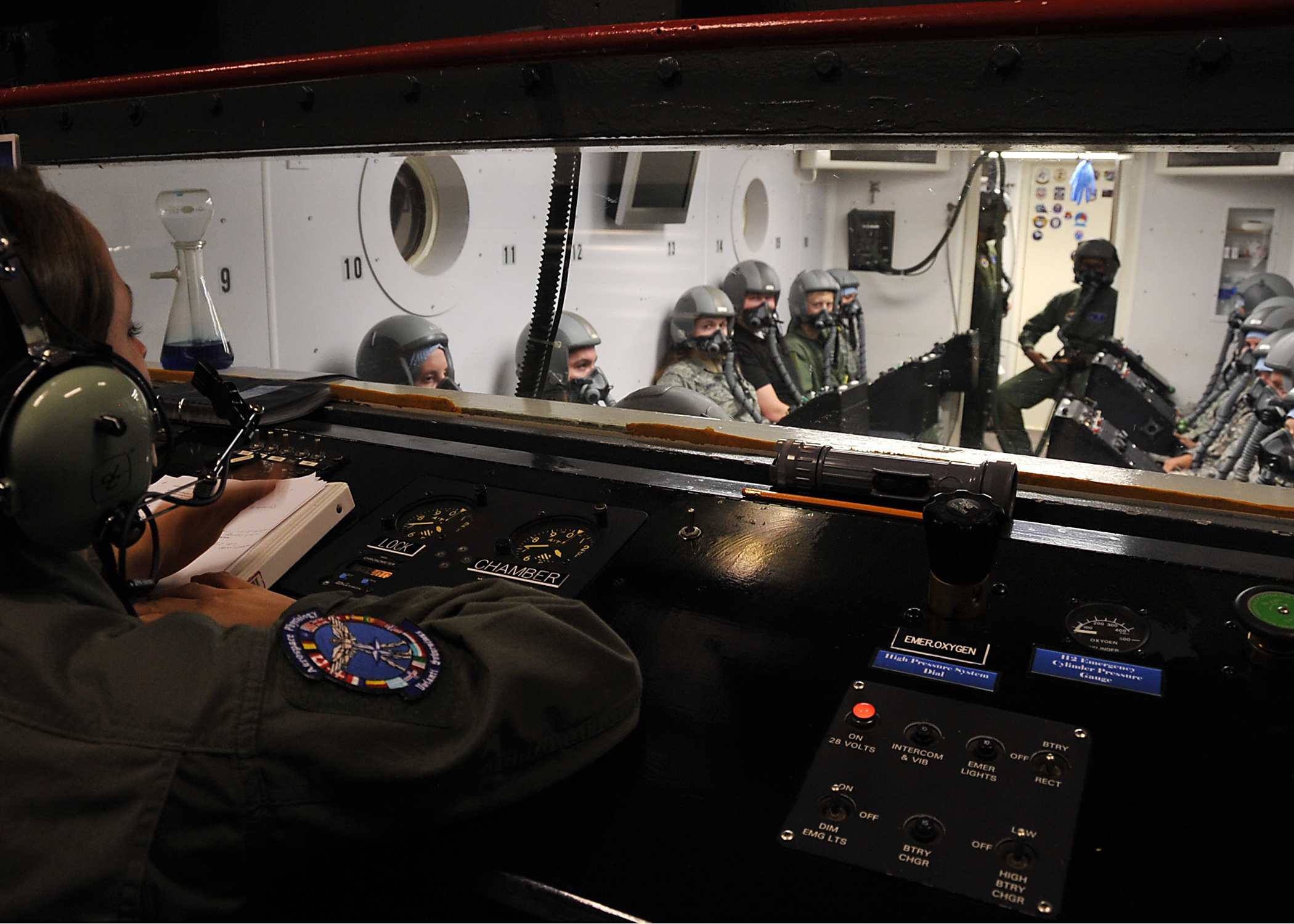
Ausbildung in einer Unterdruckkammer der US Air Force

In der Europäischen Union müssen für den Erwerb von Pilotenlizenzen Kenntnisse flugphysiologischer Grundlagen im Rahmen des Prüfungsfachs menschliches Leistungsvermögen nachgewiesen werden.
Für Militärpiloten ist eine flugphysiologische Ausbildung einschließlich eines Kammerfluges und ggf. auch einer rapiden Dekompression obligatorischer Bestandteil der fliegerischen Ausbildung. Darüber hinaus müssen diese Kenntnisse regelmäßig aufgefrischt werden. Ohne den gültigen Nachweis der erfolgreichen Teilnahme an einer solchen Ausbildung (Blue Card / Red Card) darf nicht am Flugdienst teilgenommen werden. Die Bundeswehr führt diese Ausbildung am Flugphysiologischen Trainingszentrum in Königsbrück durch. Bestandteil dieser Lehrgänge ist ein Aufstieg in einer Höhenkammer inklusive einer Sauerstoffmangeldemonstration. Jet-Piloten erhalten zudem eine Ausbildung in einer Zentrifuge.
Die amerikanische Luftfahrtbehörde (englisch Federal Aviation Administration (FAA)) schreibt für Besatzungen von Flugzeugmustern mit einer Druckkabine und einer Flughöhe über 25.000 Fuß eine  theoretische Einweisung in flugphysiologische Grundlagen vor. (14 CFR § 61.31)
Fliegerärzte benötigen umfangreiche Kenntnisse über die Bedingungen, denen der menschliche Organismus während des Fluges ausgesetzt ist. Flugphysiologie ist daher ein wesentlicher Anteil der Ausbildung für flugmedizinische Sachverständige.

## Geschichte
Wesentliche – auch heute noch gültige – Erkenntnisse über die Wirkung der Umgebungsbedingungen großer Höhen auf den menschlichen Körper wurden bei Menschenversuchen im KZ Dachau gewonnen.